# Digvijaygram
Digvijaygram là một thị trấn thống kê (census town) của quận Jamnagar thuộc bang Gujarat, Ấn Độ.

## Nhân khẩu
Theo điều tra dân số năm 2001 của Ấn Độ, Digvijaygram có dân số 9530 người. Phái nam chiếm 53% tổng số dân và phái nữ chiếm 47%. Digvijaygram có tỷ lệ 64% biết đọc biết viết, cao hơn tỷ lệ trung bình toàn quốc là 59,5%: tỷ lệ cho phái nam là 73%, và tỷ lệ cho phái nữ là 53%. Tại Digvijaygram, 14% dân số nhỏ hơn 6 tuổi.